# Antwerp & District Pipe Band

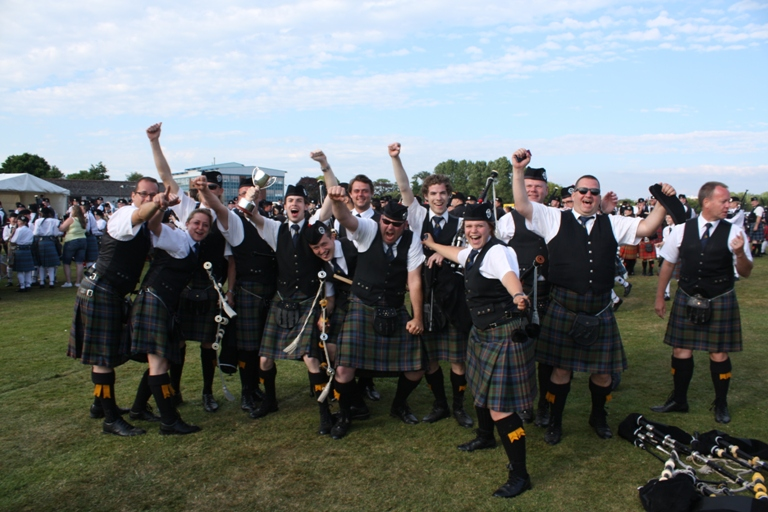
De Antwerp & District Pipe Band nadat ze de tweede plaats behaalden op de British Championships

De Antwerp & District Pipe Band is een doedelzakband uit België. De band is opgeklommen naar graad 2, de op een na hoogste graad in het wedstrijdverband voor doedelzakbands, na een tweede plaats te behalen op de British Championships te Annan, een van de belangrijkste doedelzakwedstrijden ter wereld.

## Geschiedenis
De Antwerp & District Pipe Band werd opgericht in 1978 als afsplitsing van de Red Hackle Pipe Band Belgium. In de eerste jaren lag de muzikale leiding bij pipe major Ludo Thijsen en leading drummer Peter Vandeperre. Twee jaar na de oprichting, in 1980, behaalde de band een 4e plaats in de vierde graad op een van de grootste competities voor doedelzakbands ter wereld, de Cowal Highland Gathering. Door deze prestatie werd de band gepromoveerd naar de derde graad (later werd ADPB bij de splitsing van de 3de en 4de graad ingedeeld in graad 3A). In deze graad zou de band de volgende dertig jaar aan de slag blijven.
Om het muzikale niveau te behouden en efficiënter aan competities deel te nemen, zou Antwerp & District vanaf 1988 deelnemen met twee bands (een derde- en een vierdegraadsband). De B-band werd geleid door Andrew Tierney, die in 1990 de fakkel overnam van Ludo Thijssen en zo pipe major werd van de Antwerp & District Pipe Band. Hij zou de band leiden tot 2002, toen Thomas Kerkhof het roer overnam.
In 1999 werd de band benaderd door een sponsor, het Duitse bedrijf Mühl. Er werd een nieuwe naam en een nieuwe kilt gekozen: de band zou van nu af Mühl Pipes and Drums heten en optreden in de Glasgow Rangers-tartan. In 2003 werd de naamsverandering ongedaan gemaakt, tegelijk met de stopzetting van de sponsoring.
In 2009 vond Antwerp & District dat het hoog tijd was voor een nieuw uiterlijk. De kenmerkende blauwe kilt van de Rangers werd omgeruild voor de tartan Cameron of Erracht.
In 2010 (onder de muzikale leiding van pipe major Stephen Tierney en leading drummer Jan de Beuckelaer) behaalde de band een tweede plaats op de British Pipe Band Championships te Annan, Schotland. Hierdoor werd de band, na dertig jaar, opnieuw gepromoveerd. Vanaf 2011 zal de band zich moeten meten in de tweede graad, tussen toekomstige en voormalige eerstegraadsbands.

## Bandleden
De leden van de band leggen grote afstanden af om aanwezig te kunnen zijn bij repetities en wedstrijden. De band is ook een zeer internationale band, met leden uit Nederland, Schotland, Canada, Duitsland en Frankrijk. Verschillende van de leden hebben bij eerstegraadsbands gespeeld of hebben de band in het verleden verlaten om er aan de slag te kunnen.